# Bezdrátová síťová karta
Bezdrátová síťová karta, jinak také nazývaná wi-fi karta, je určena k bezdrátovému připojení k internetu. Je běžnou součástí každého přenosného počítače. Data se přenášejí pomocí mikrovln přibližně na frekvenci 2,4 GHz. Pro přenos mezi směrovými anténami na větší vzdálenosti se používá přibližně frekvence 5 GHz. Existují dále další rádiové standardy: a,b,g,n (mohou se lišit rychlostí šířky pásma a frekvencí, po které komunikují). Wi-fi karty mohou být buď interní nebo externí. Externí karty se připojují buď přes rozhraní USB nebo ExpressCard, jinak také PCMCIA.